# Rote Halle

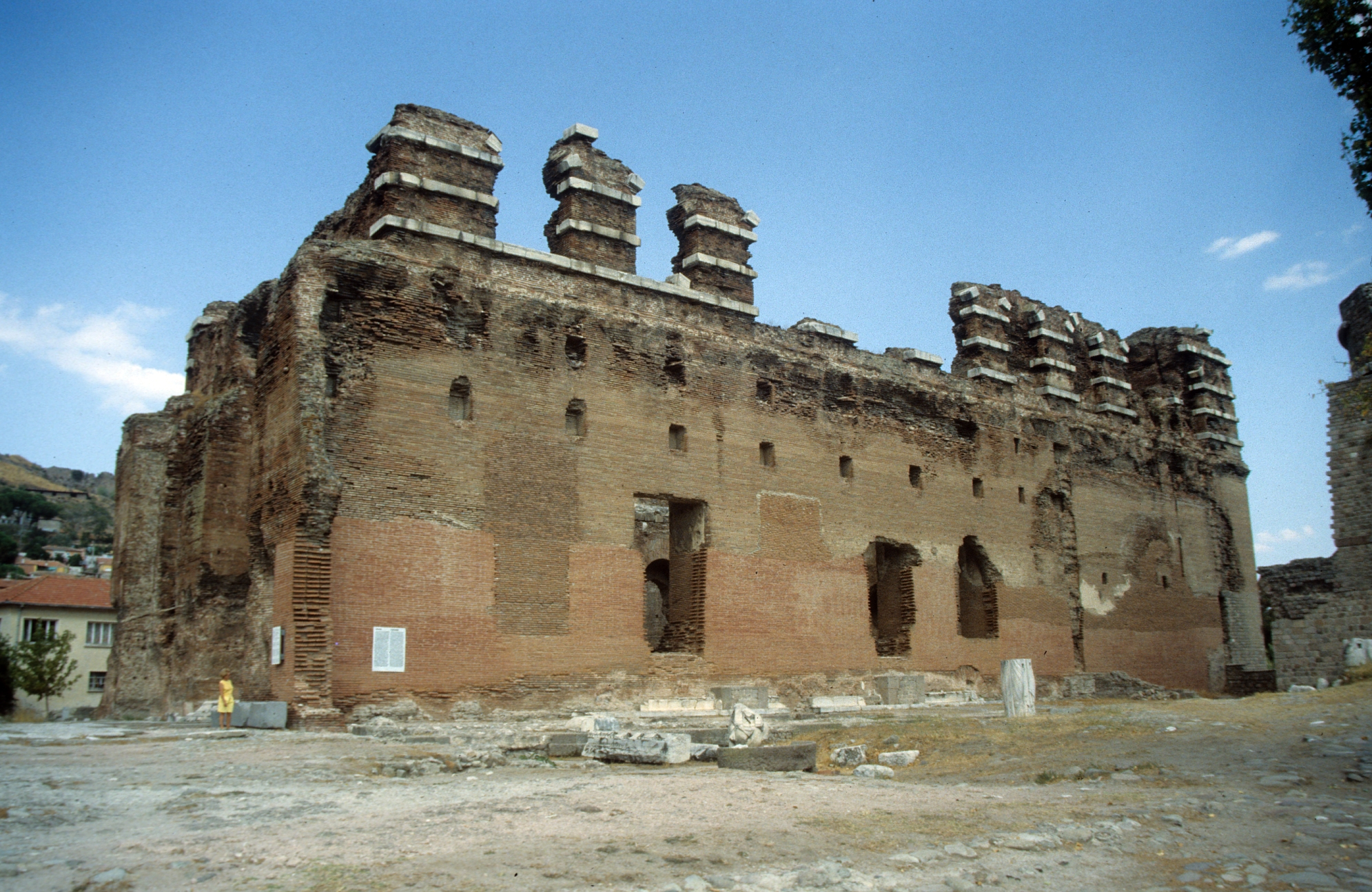
Rote Halle, Südseite

Die Rote Halle (türkisch Kızıl Avlu), auch Rote Basilika, Serapistempel oder Tempel der ägyptischen Götter genannt, ist die Ruine eines 60 × 26 Meter großen Backsteingebäudes von über 20 Metern Höhe am Fuß des Akropolishügels von Pergamon, die von zwei Türmen flankiert wird und der ein Hof vorgelagert ist. Sie liegt in der heutigen Stadt Bergama in der türkischen Provinz İzmir, die auf dem Gebiet der antiken Unterstadt von Pergamon liegt. Das Gelände des dazugehörigen Komplexes hat etwa die Maße von 100 × 265 Metern und zählt damit zu den größten römischen Anlagen in Kleinasien. Die Gebäude wurden in römischer Zeit, wohl unter Kaiser Hadrian, als Tempel für ägyptische Götter errichtet, wahrscheinlich Isis und Serapis, vermutlich in Verbindung mit der kleinasiatischen Göttermutter Kybele. Auch als Ort der Kaiserverehrung wird es in Betracht gezogen. In byzantinischer Zeit wurde in die Halle eine dreischiffige Basilika mit einer Apsis an der Ostseite und Arkadenstellungen eingebaut, die Johannes oder Paulus geweiht war. Unter dem Vorhof fließt in zwei annähernd 200 Meter langen Tunneln der Selinus, der Stadtfluss von Pergamon. Diese Brücke von Pergamon genannte Flussüberbauung ist die längste bekannte ihrer Art aus der Antike. Unter den Gebäuden befindet sich ein komplexes System unterirdischer Räume und Gänge, deren Funktion umstritten ist. Verschiedene Wasserbecken und -leitungen standen vermutlich mit zeremoniellen Handlungen bei der Verehrung der ägyptischen Götter im Zusammenhang.
Koordinaten: 39° 7′ 19″ N, 27° 11′ 0″ O

## Anlage

Plan des Geländes

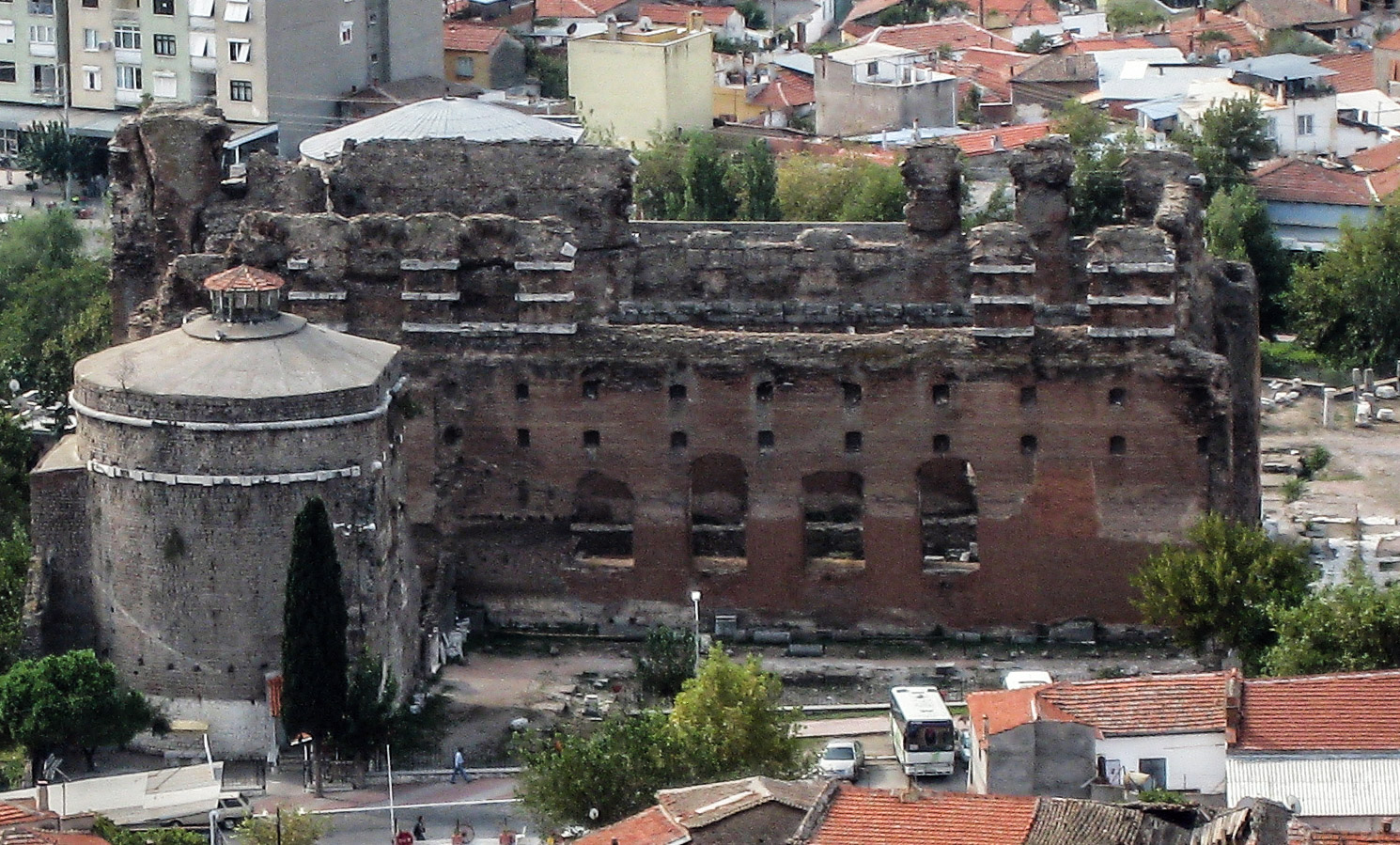
Rote Halle und Rundbauten von Norden

Die Rote Halle liegt am südlichen Fuß des Akropolishügels, eingebettet in das Straßensystem der Unterstadt und etwa 1,5 Kilometer östlich des Asklepieions. Nach dem Stadtplan Pergamons von Ulrike Wulf-Rheidt war die Unterstadt in Insulae von 92 × 92 Metern eingeteilt, die etwa in Nord-Süd-Richtung angelegt waren. Demnach hätte das Gelände der Roten Halle drei Insulae eingenommen. Am östlichen Ende stößt die Halle in spitzem Winkel auf das Raster der dort gelegenen, Nordost-Südwest orientierten römischen Stadterweiterung. Im Westen schließt sich das vermutete Forum an. Durch die umgebenden hohen Mauern war das Gebiet von der Umgebung abgeschottet und nicht in das Wegesystem eingebunden, da nach heutigem Forschungsstand nur Eingänge in der Westmauer existierten. Zum Gesamtkomplex (Temenos) gehört ein Vorhof im Westen, der von der Westseite, also wahrscheinlich vom Forum, betreten werden konnte und fast drei Viertel der Gesamtfläche einnimmt. Im Osten liegt das eigentliche Tempelgebäude, flankiert im Norden und Süden von zwei Rundbauten, zu denen jeweils ein weiterer, annähernd quadratischer Hof gehörte, der im Westen mit der Vorderfront des Tempels abschloss. Das Gesamtgelände war von einer Mauer umgeben, deren Verlauf im heutigen Stadtgebiet von Bergama teilweise noch zu erkennen ist. Mit den Maßen 100 × 265 Meter zählt der Komplex zu den größten römischen Anlagen in Kleinasien. Der heutige Zugang befindet sich an der Ostseite der Anlage in der Kınık Caddesi.

### Hof und Brücke

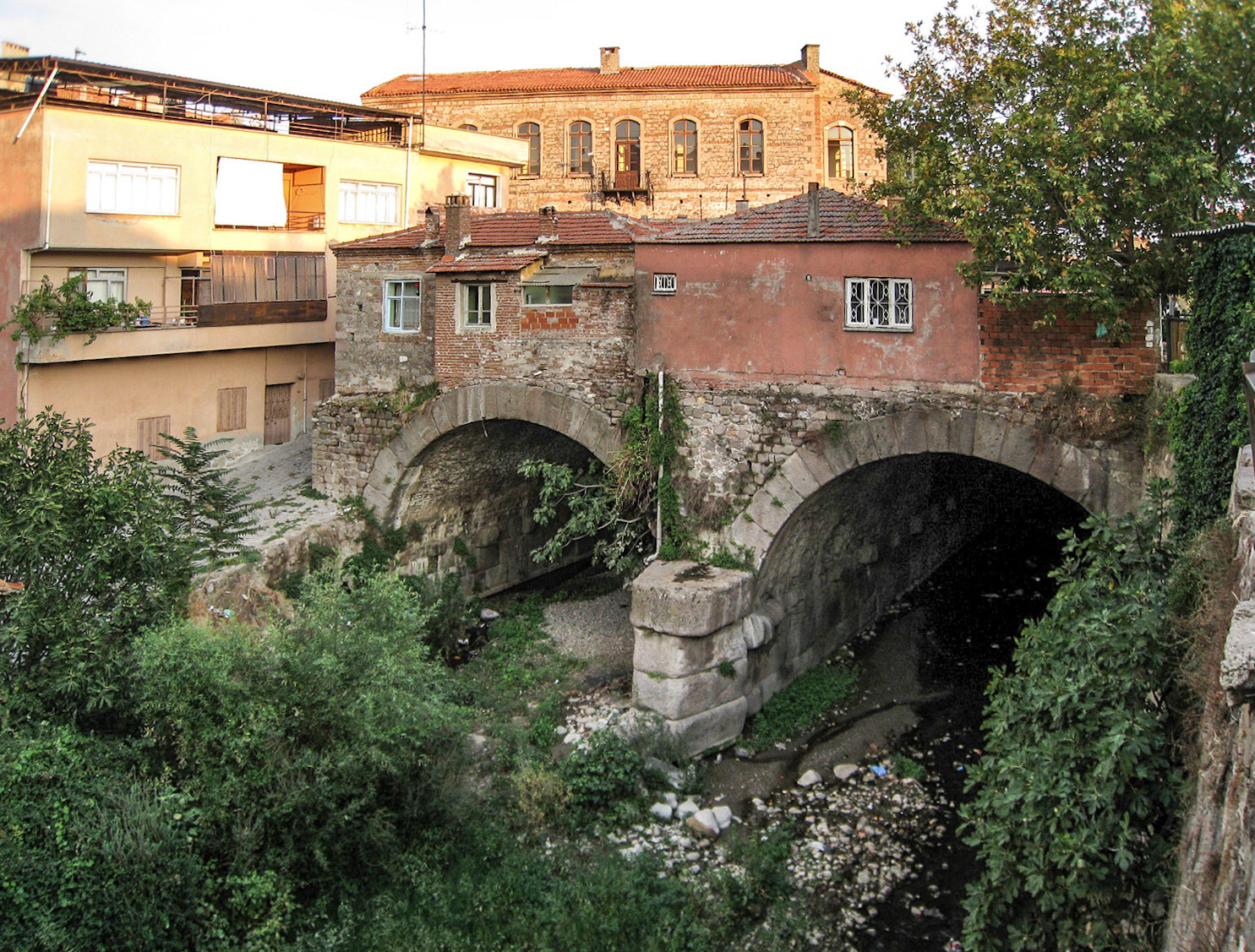
Nordwestende der Brücke von Pergamon

Der Haupthof hat Maße von etwa 100 × 200 Metern. Mehr als zwei Drittel davon sind von modernen Gebäuden der Stadt Bergama überbaut. Man betrat den Hof durch eine mit Blendarkaden gegliederte Front an der Westseite. Von dieser bis zu 13 Meter hohen Eingangsfront ist ein Teil im Stadtgebiet, in der Mermer Direkler Caddesi, auf einer Länge von 46,5 Metern erhalten, auch auf Grund der Tatsache, dass moderne Gebäude daran angebaut wurden. In dieser Wand sind am Nordende eine Marmortürlaibung und der Ansatz eines Sturzes mit einer Breite von 2,70 Metern erkennbar. Ein weiterer Zugang lag mittig der Front, seine Breite wird unter Annahme einer Gesamtsymmetrie des Komplexes auf 10 Meter geschätzt. Die Außenwand war gegliedert durch Nischen, eingebaute Säulen mit korinthischen Kapitellen und Pfeilervorlagen aus weißem Marmor, von denen eine noch in situ vorhanden ist. Zur Anlage des Hofes musste über eine Länge von 200 Metern der Stadtfluss von Pergamon, Selinus (heute Bergama Çayı), mit einem doppelten Tonnengewölbe überbaut werden. Diese Brücke von Pergamon genannte Flussüberbauung ist noch in Funktion und ist die längste bekannte ihrer Art in der Antike.
An den Seiten des Hofes lagen Säulenhallen (Portiken). In der Nord- und Südwand befanden sich je drei Exedren. Die östliche Portikus war deutlich höher als die anderen und hatte in der Mitte eine vorspringende Front mit einem Propylon, das den Eingang zum Tempel markierte. Durch diese Portikus gelangte man auch in die seitlichen Höfe, die ebenfalls von Portiken umgeben waren. Ihre Dächer wurden nicht von Säulen getragen, sondern von Atlanten, überlebensgroßen Skulpturen, in denen zum Teil ägyptische Götter dargestellt waren. Über die weitere Gestaltung des Haupthofs ist nichts bekannt. Dass Statuen aufgestellt waren, kann als sicher angenommen werden, ob es zusätzlich Gebäude oder Inschriften gab, ist nach gegenwärtigem Forschungsstand nicht zu entscheiden.

### Tempel

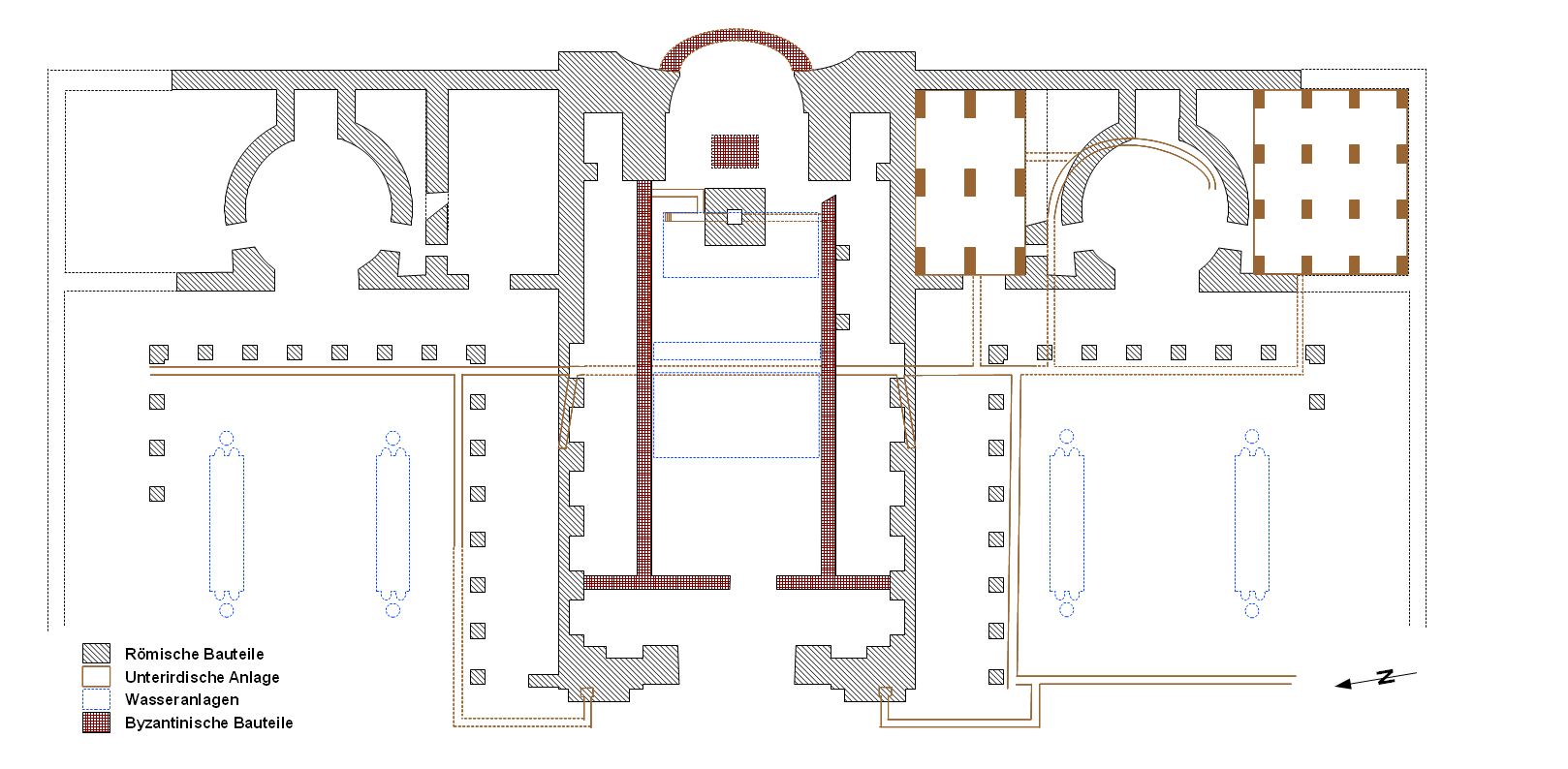
Grundriss des Tempels und der Seitenhöfe

Das Hauptgebäude misst etwa 26 × 60 Meter und ist fast genau ost-westlich ausgerichtet. Seine rötlichen Ziegelsteine gaben dem Bauwerk seinen heutigen Namen. Bei den photogrammetrischen Aufnahmen, die 1974 und 1976 Manfred Stephani und Armin Grün in Zusammenarbeit mit dem Architekten Klaus Nohlen anfertigten, wurde eine Höhe der noch stehenden Wände von 20 Metern festgestellt. Da die Dachform des Gebäudes unbekannt ist, kann über seine ursprüngliche Höhe nur gemutmaßt werden.

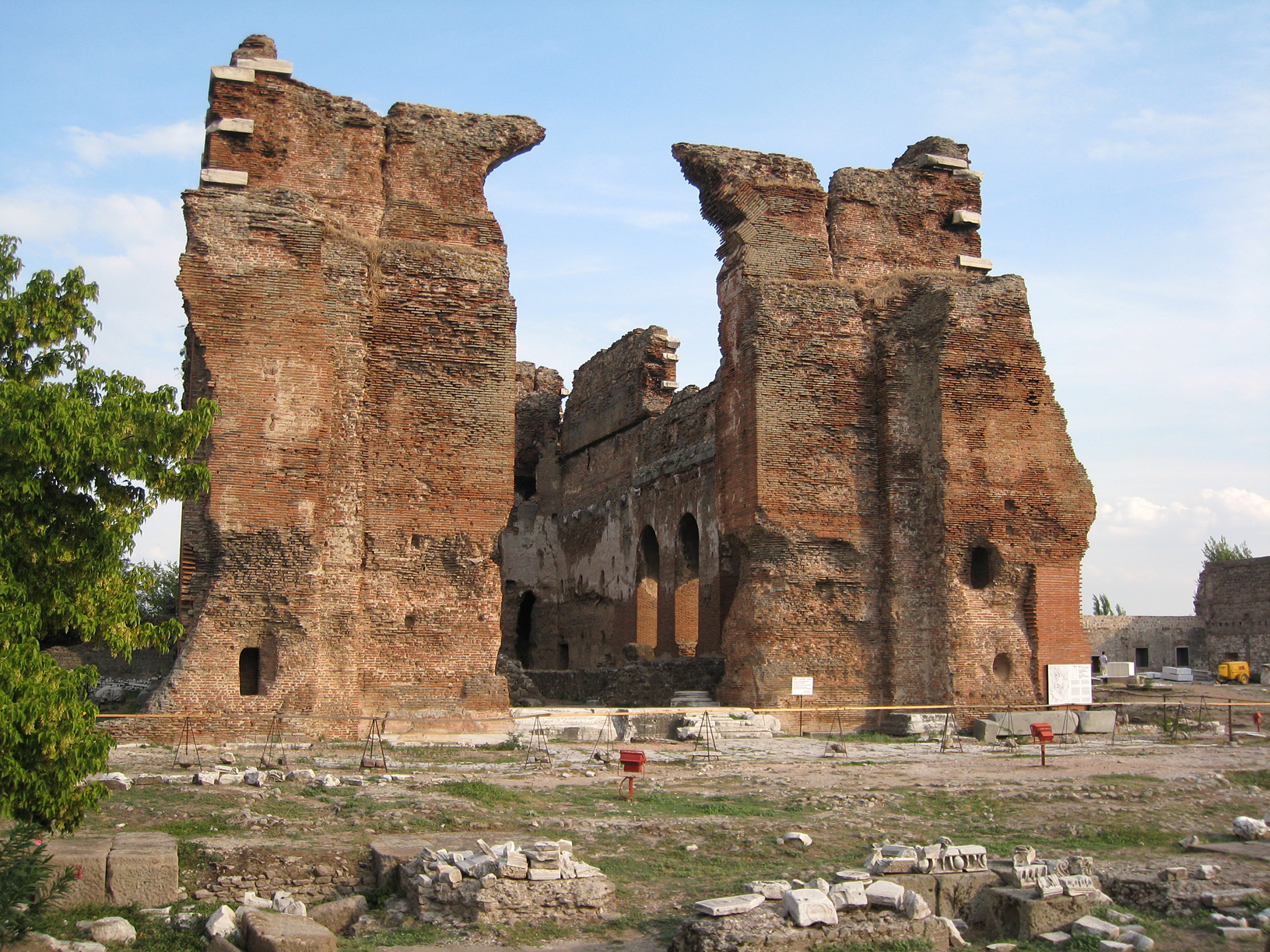
Die Rote Halle von Westen

Den Eingang hinter dem Propylon und sechs marmornen Stufen bildete eine monumentale Tür von mindestens 7 Metern Breite und 14 Metern Höhe, die nach oben von einem Bogen abgeschlossen wurde. Nimmt man die 0,65 Meter tiefen und über 2 Meter breiten Mauervorsprünge an den Seiten der Türöffnung als Maß, so ergibt sich eine Türbreite von mehr als 11 Metern. Wie die Tür geöffnet wurde, bleibt unklar, da keinerlei Reste gefunden wurden, die eine sichere Aussage erlauben würden. Eine Bewegung auf Rollen wie beim Serapistempel in Ephesos kommt wegen der Größe nicht in Frage, möglicherweise blieb sie geschlossen und hatte eine kleinere Öffnung als Eingang. Die beiden mächtigen Türpfeiler waren hohl und konnten vom Souterrain aus bestiegen werden.

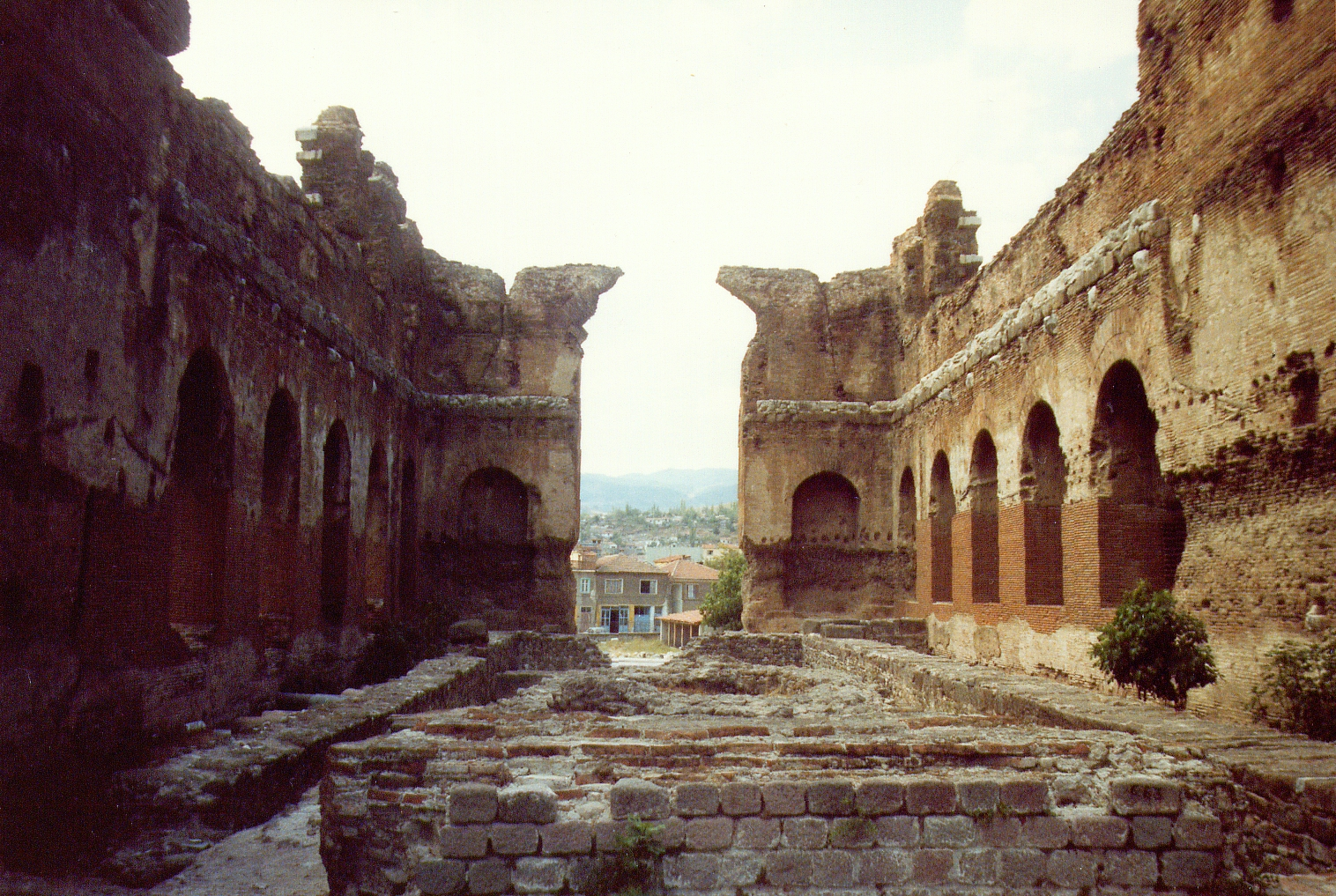
Innenraum mit Podest von Osten, beidseitig erkennbar die beim Umbau zur Kirche eingebauten Fundamentstreifen

Die Wände des Innenraums waren, ebenso wie die Außenhaut des Gebäudes, mit verschiedenfarbigem Marmor verkleidet. An der rechten Wand fanden sich Reste der Marmorverkleidung, in einiger Höhe sind Marmorpflöcke erkennbar, die der Aufhängung der Platten gedient haben könnten. Auch der Fußboden weist – im Westteil teilweise gut erhaltene – Reste eines Belags auf. Zu erkennen sind rötlicher Marmor aus Rhodos, grüner aus Indien und dunkler Stein, wahrscheinlich Granit, aus Ägypten.
In der Eingangswand befindet sich rechts und links der Tür auf 2,70 Metern Höhe jeweils eine Nische mit einer Höhe von 6 Metern und einer Breite von 3,12 Metern. Fünf gleichartige Nischen sind im vorderen Teil der Längswände zu sehen. Die dazwischen liegenden Pfeiler haben eine Breite von 2,25 Metern, das Mauerwerk in den Nischen ist 2,55 Meter tief. Die dadurch gebildeten Bögen stellen die tragenden Elemente des Gebäudes dar. Genau über diesen fünf Nischen öffnen sich gleichartige Fenster in der Außenwand. Sie setzen sich, im Gegensatz zu den unteren Nischen, auch im hinteren, östlichen Teil der Seitenwände fort, in Form von je drei von außen sichtbaren Bögen. In der südöstlichen Ecke des Raumes sind zwei quadratische Säulenbasen erhalten, aus denen sich auf eine Reihe von sieben oder acht Säulen auf jeder Seite schließen lässt. Im Innenraum wurden zahlreiche Säulenreste gefunden. Etwa 2 Meter über den Nischenbögen ist in der Wand eine durchgehende Marmorrippe zu erkennen. Sie hat wohl, in Verbindung mit den Säulenreihen, einen etwa 3 Meter breiten Umgang getragen. Es wird vermutet, dass darauf eine weitere Säulenreihe stand. Somit wäre den Innenwänden eine doppelstöckige Portikus vorgelagert, deren Obergeschoss über zwei mächtige Treppenhäuser in den Ecken der Ostwand zu besteigen war. Ob der Umgang in der Eingangswand geschlossen war, ist nicht bekannt, allerdings wäre dann die Tür nicht zu öffnen gewesen, da sie über das Niveau der umlaufenden Marmorrippe hinausreichte.

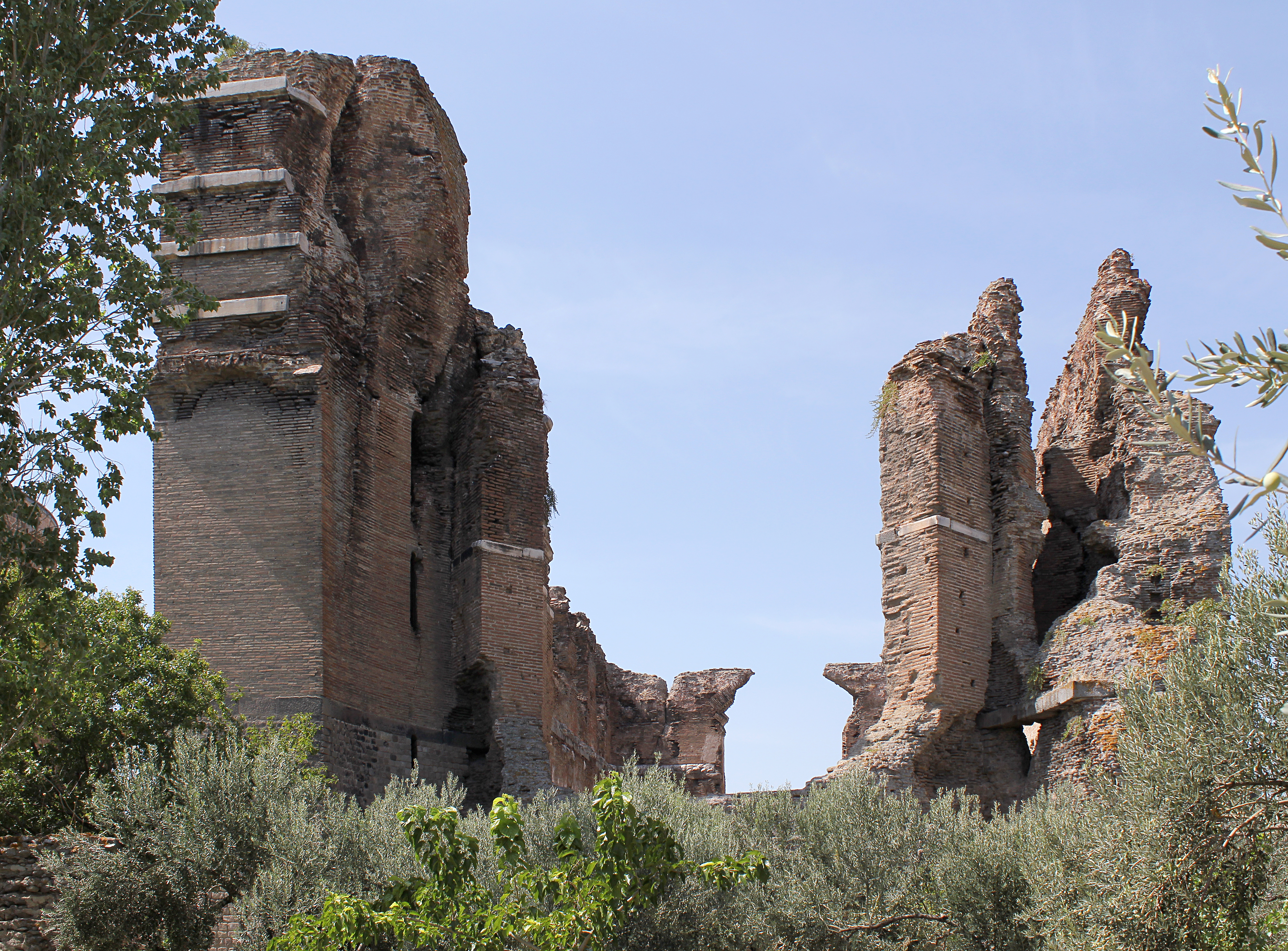
Ostseite der Halle mit byzantinischer Apsis

Das Aussehen der Ostwand lässt sich nicht rekonstruieren, da dort im Zuge des byzantinischen Umbaus zur Kirche eine Apsis eingebaut wurde. Da aber im hinteren Teil keinerlei Lichtöffnungen vorhanden waren, ist anzunehmen, dass die Rückwand Fenster enthielt. Aber auch eine Beleuchtung über Deckenfenster ist denkbar. Im Zuge der neueren Grabungen seit 2002, wobei auch Sondierungen bis auf Fundamenttiefe von über sieben Meter unter dem Bodenniveau der Halle vorgenommen wurden, stellte Ulrich Mania fest, dass eine nach außen offene und überkuppelte Nische den östlichen Abschluss des Gebäudes bildete, die aber keinerlei Spuren einer Ausgestaltung zeigte. Er schließt daraus, dass die östliche Front der Roten Halle nie fertiggestellt wurde.
In der Mitte des Raumes ist im Fußboden ein 0,22 Meter tiefes Wasserbecken eingelassen. Es beginnt etwa bei der vierten Nische, ist 5,20 Meter lang und war seitlich durch die Säulenreihen begrenzt. Etwa 2 Meter dahinter folgt ein 1,40 Meter langer und 1,37 Meter tiefer Graben, der mit ägyptischem Alabaster ausgekleidet ist. Von dort führt eine Wasserleitung bis vor die Eingangsstufen der Halle, sodass sicher angenommen werden kann, dass der Graben mit Wasser gefüllt war. Direkt daran schließt ein 1,50 Meter hohes und 8,82 Meter breites Podest an, auf dem sich nach 7,80 Metern ein zweiter Aufbau aus Bruchsteinen erhebt. Er ist quadratisch und hat eine Seitenlänge von 4,60 Metern. In seiner Mitte befindet sich eine Aussparung von 1,50 × 1,50 Meter mit der Tiefe 1,35 Meter. Sie war zur Aufnahme einer monumentalen Kultstatue bestimmt. Je nachdem, ob es sich um eine Sitz- oder eine Gewandstatue gehandelt hat, wird deren Höhe auf zwischen 10 und 20 Meter geschätzt. Diese Aussparung ist über eine Treppe nördlich des Podestes von unten erreichbar, was Salditt-Trappmann zur Annahme führt, dass die hohle Statue begehbar war und Priester von dort im Namen der Gottheit zur Gemeinde sprachen. Laut Brückener und Mania wurde allerdings der letzte Abschnitt des Ganges mit der Errichtung der Kultbildbasis wieder verschlossen, was diese Deutung ausschließt. Unter dem Podium liegt ein tonnengewölbter Raum, den Regina Salditt-Trappmann als Reservoir zum Schöpfen von symbolischem Nilwasser interpretiert, wie es in den Kulten der ägyptischen Götter Verwendung fand. Ulrich Mania stellt allerdings nach den Grabungsergebnissen von 2002/3 fest, dass der Raum wohl erst nach der Umwandlung zur Kirche als Zisterne genutzt wurde und auch das Wasserbecken vor dem Podium erst nachträglich eingebaut wurde. 1,85 Meter hinter dem Podium befindet sich ein christlicher Altar aus byzantinischer Zeit. Den heutigen Abschluss des Gebäudes nach Osten bildet die nachträglich eingebaute Apsis.
Vom Dach des Gebäudes sind keine eindeutig zuzuordnenden Bauteile vorhanden, sodass sich über dessen Form nur Vermutungen anstellen lassen. Das Gewicht von mehreren Kreuzgewölben können die Säulen der inneren Portiken beziehungsweise die Arkaden, die beim Umbau zur Kirche an deren Stelle traten, nicht getragen haben. Salditt-Trappmann schlägt ein Tonnengewölbe vor, was aber von Klaus Nohlen abgelehnt wird. Ein solches ist bei der Flussüberbauung gewählt worden, wobei die Breite der Bögen mit 13 Metern etwa dem Abstand der Säulenreihen und damit dem Mittelschiff der Basilika entspricht.

### Basilika
Beim Umbau zur christlichen Kirche wurde das Fußbodenniveau des Gebäudes um mindestens 2,47 Meter angehoben, erkennbar an zwei noch gut sichtbaren Fundamentstreifen. Die durch die Ausgrabung heute zu Tage liegenden Mauerzüge waren dadurch alle, bis auf den Altar, unter dem Boden verborgen. Auf diesen Fundamenten, etwa an der Stelle der Tragsäulen der antiken Portiken, wurden Arkadenreihen eingebaut, die die Cella in drei Schiffe teilten. Die Breite der Seitenschiffe beträgt dabei nur etwa ein Drittel des Mittelschiffs. A. Baratta beschrieb 1840 zwei Ordnungen von Granitsäulen, deren Schäfte Emporen stützten. Andreas David Mordtmann berichtete von seiner Reise nach Pergamon in den Jahren 1850 und 1854, dass er Mühe hatte, in das Innere der Kirche zu gelangen, da sie mit türkischen Wohnhäusern zugebaut war, und dass die Säulen nach Konstantinopel zur Verwendung in die Sultan-Ahmed-Moschee verbracht worden seien, was allerdings nicht belegbar ist. Die Ostwand wurde durch eine Apsis ersetzt, von der, im Gegensatz zu den Arkaden, heute noch Reste zu sehen sind. Im Bereich der Apsis sind Reste von Wandinkrustation zu erkennen. Von dort verlief auf den inneren Wänden des Mittelschiffs ein Rankenfries, das aus römischen Spolien bestand. Weitere Spuren der Innenausstattung sind Reste eines bemalten Verputzes, der Alabaster imitierte. In die Außenwände wurden im Osten, am Ende der Seitenschiffe, Türen gebrochen. Sie führten in den Raum zwischen Tempel und Rundbauten, der an dieser Stelle mit einem Kreuzgratgewölbe überkuppelt war und wohl als Pastophorium (Arbeitsraum der Priester) diente. Von diesen Gewölben zeugen Reste von Wandvorlagen und Abdrücke der Gewölbebögen. Ob sie zur Zeit des Umbaus schon bestanden oder erst errichtet wurden, ist nicht zu klären.
Als Füllmaterial in der Bodenkonstruktion der angebauten Apsis sowie als Spolien verbaut in kleineren Bauten an der Außenwand fanden sich Fragmente der römischen Hallenarchitektur, was belegt, dass der Umbau zur Kirche mit einer vorherigen Zerstörung der paganen Architektur einherging.

### Rundbauten und Seitenhöfe

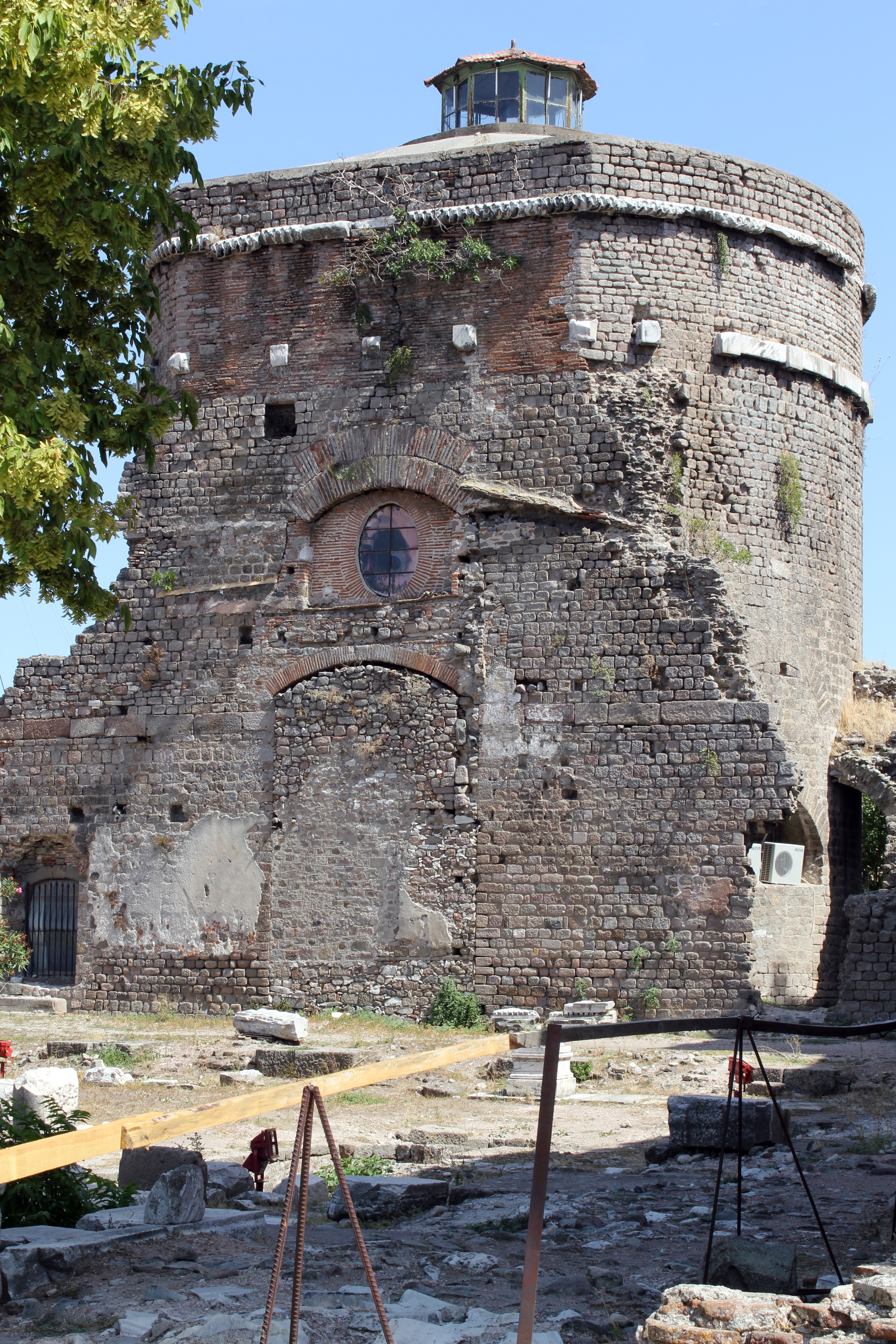
Als Moschee genutzter nördlicher Rundbau von Westen

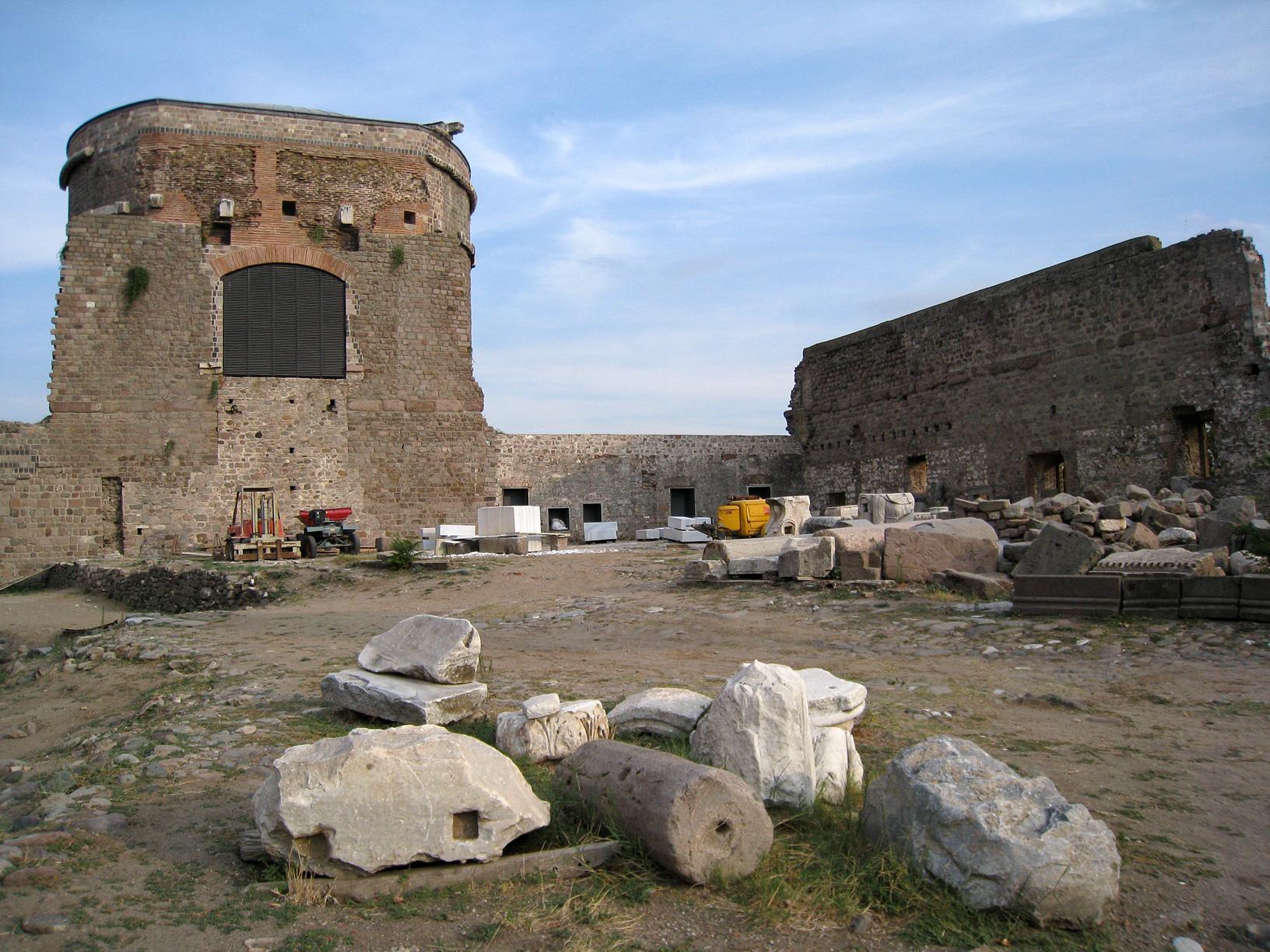
Südhof und Rundbau

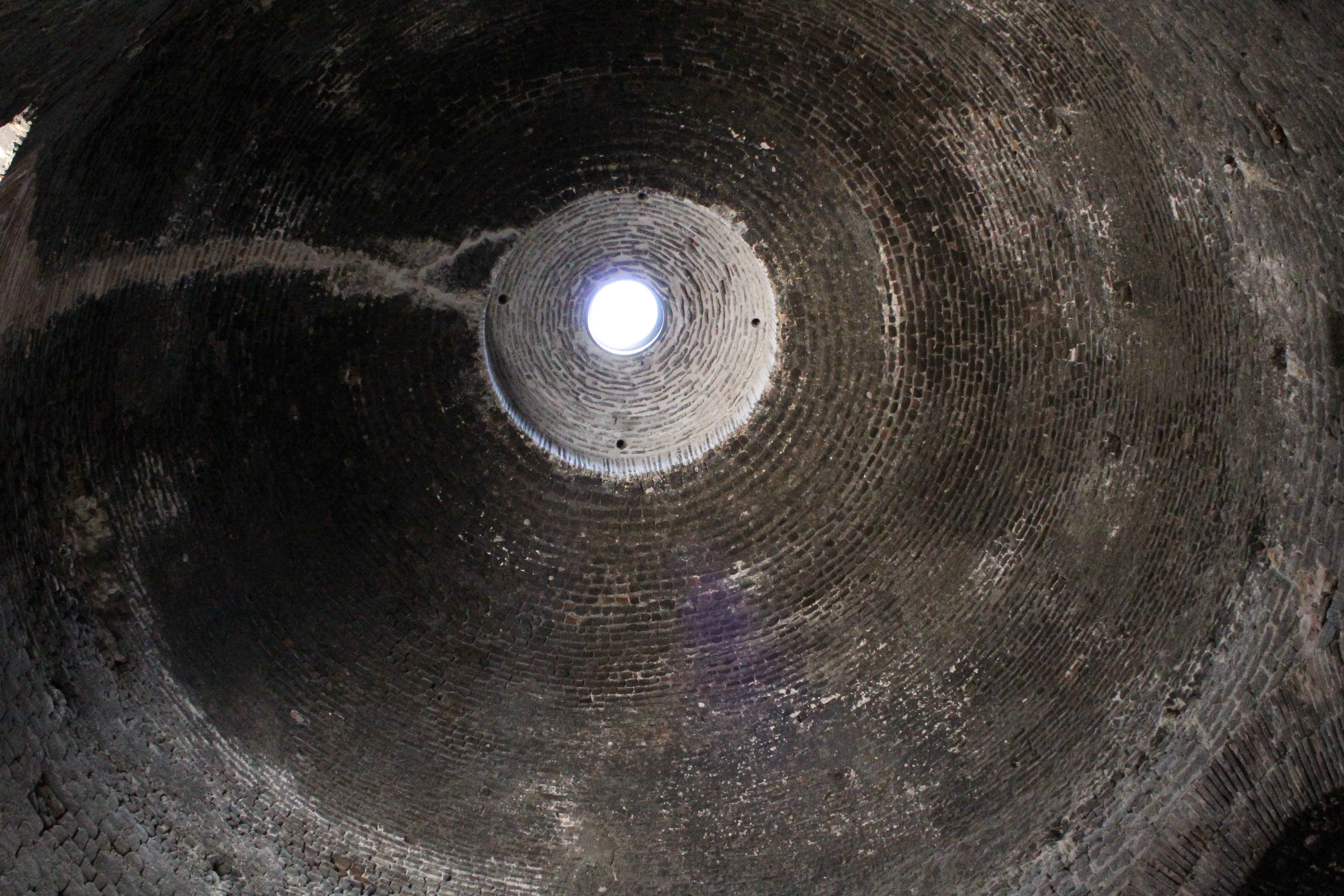
Restaurierte Kuppel des Südturms

Rechts und links des Tempelgebäudes befinden sich zwei monumentale Rundbauten, deren Funktion nicht geklärt ist, die jedoch vermutlich kultischen Zwecken gedient haben. Sockel für die vermutete Aufstellung von Götterbildern wurden nicht gefunden. Die Türme liegen auf der Höhe der Treppenhäuser und haben einen inneren Durchmesser von 12 Metern. Der Haupteingang befand sich auf der Westseite vom jeweils zugehörigen Säulenhof her. Er war 11,5 Meter hoch und schloss oben, ähnlich der Tempeltür, mit einem Bogen ab. Weitere Eingänge befanden sich auf der dem Tempel zugewandten Seite sowie gegenüber davon. In einer Höhe von rund 16 Metern setzen die Kuppeln an, die die Bauten überwölbten. Fenster sind in den Wänden nicht vorhanden, sodass anzunehmen ist, dass in der Kuppel eine Lichtöffnung vorhanden war. An der Außenseite sind Marmorreste erhalten sowie, etwas unterhalb des Kuppelansatzes, eine Marmorrippe, was annehmen lässt, dass auch die Türme mit Marmor verkleidet waren. Der Nordturm ist heute als Moschee in Gebrauch, der südliche wurde als Depot für die Ausgrabungen genutzt und in den Jahren 2006 bis 2009 vom Deutschen Archäologischen Institut (DAI) aufwändig restauriert, nachdem zuvor südlich davon ein neues Depot errichtet worden war.
Seitlich der Halle und den beiden Rundbauten auf der Eingangsseite vorgelagert befand sich je ein Hof, der zur Süd- bzw. Nordseite von einer Mauer umgeben war. Weitere kleinere Höfe lagen an den Süd- und Nordseiten der Rundbauten, durch deren Umfassungsmauern der gesamte Komplex nach Süden, Osten und Norden abgeschlossen war. Auf den größeren Höfen seitlich des Hauptgebäudes fanden sich Reihen von Säulenbasen an den Süd-, Nord- und Ostseiten, sodass die Höfe, außer an der Westseite, von überdachten Säulenhallen umgeben waren. Die Westseite war vermutlich vom Haupthof durch eine Mauer abgegrenzt, von der allerdings keine Reste gesichert werden konnten. Einen kleinen Mauerrest an der nördlichen Außenecke der Tempelfront hält Salditt-Trappmann für einen möglichen Rest dieser Trennwand.

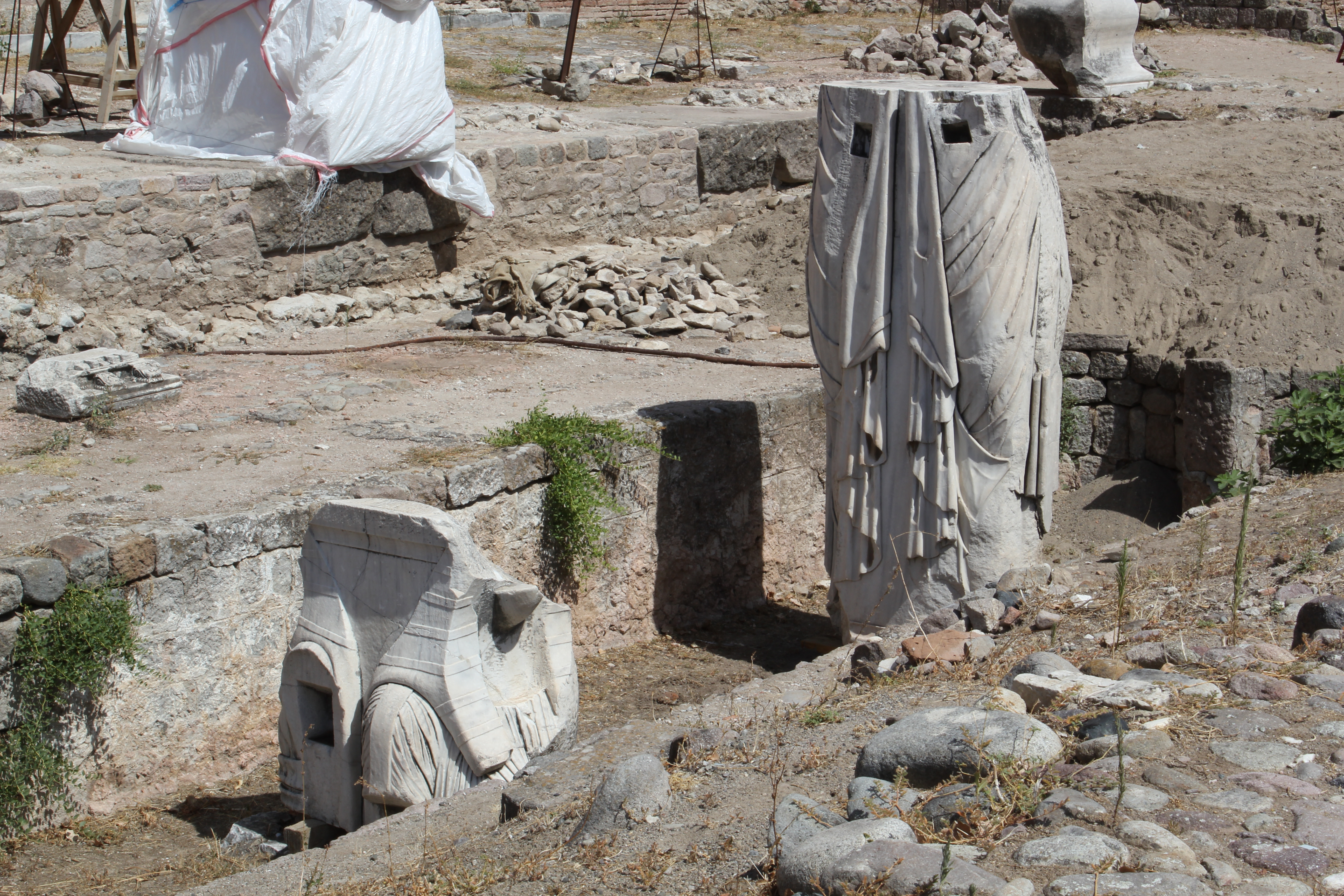
Atlanten und Wasserbecken auf dem südlichen Hof

An den Seitenwänden des Tempelgebäudes sind außen Sitzbänke angebaut, unterbrochen von gemauerten Postamenten. Darüber sind Marmorpflöcke erhalten, an denen die Balken für die Dachauflage des Umgangs befestigt waren. Die Funktion der dachtragenden Säulen übernahmen hier Doppelatlanten, von denen zahlreiche Fragmente in den Höfen gefunden wurden und einige hier aufgestellt sind. Es handelt sich um Rücken an Rücken aufgestellte Karyatiden, wobei eine Gestalt männlich und eine weiblich ist. Ihre Kleidung und Verzierung sind im ägyptisierenden Stil gehalten. Die weiblichen Figuren tragen ein bodenlanges Faltengewand und einen verzierten Brustlatz, die männlichen ein ebenso langes Gewand mit einem Rautenmuster, das Salditt-Trappmann als Netz interpretiert, wie es von Mumien bekannt ist. Die Haare werden bei beiden Figurentypen von einem Haarbeutel gehalten, vergleichbar dem ägyptischen Nemes-Kopftuch, liegen auf der Schulter und reichen bis zum Brustansatz. Die Figuren bestehen aus verschiedenen Marmorsorten, die unbekleideten Körperteile sind aus dunklem, die Kleidung aus hellem Marmor. Zapflöcher an den Körperteilen lassen erkennen, wie die Statuen zusammengesetzt waren. Im Inneren des Säulengevierts der Höfe lag jeweils ein von Ost nach West ausgerichtetes Wasserbecken, 5,6 Meter von den dem Tempel näherstehenden Säulenreihen entfernt, 11,5 × 2,5 Meter groß und 0,85 Meter tief. Die Becken hatten an den östlich und westlich liegenden Schmalseiten je zwei halbkreisförmige Ausbuchtungen, davor jeweils ein kleines Rundbecken von 1,75 m Durchmesser und gleicher Tiefe.
Die Ausgrabungen des Deutschen Archäologischen Instituts seit 2002 im Südhof brachten die Gewissheit, dass, wie vermutet, ein zweites weiter südlich gelegenes Becken vorhanden war. In seiner Verfüllung aus spätbyzantinischer bis moderner Zeit kamen zahlreiche weitere Fragmente der Stützfiguren sowie Marmorbauteile zu Tage. Am östlichen Abschluss des Beckens fanden sich Bauteile eines Marmoraufbaus. Sinterspuren lassen auf herabfließendes Wasser und damit auf Wasserspiele schließen, was den dekorativen Charakter der Bassins betont. In der Hofmitte wurde ein Fundament von 2,5 × 1,8 Meter aus Andesitblöcken ergraben, das wohl einen Marmorsockel trug. Unweit davon kam der Torso eines Löwen ans Licht. Spuren an seiner Seite legen den Schluss nahe, dass er eine Reiterin im Damensitz getragen hat. Durch den Vergleich mit einer Darstellung am Südfries des Pergamonaltars gilt eine Identifizierung der Figur als Kybele als wahrscheinlich. Mania nimmt an, dass die löwenreitende Kybele Bestandteil eines Monuments auf dem Sockel in der Mitte des Hofes war. Eine gemeinsame Verehrung von Kybele als Magna Mater zusammen mit ägyptischen Gottheiten ist auch von anderen römischen Orten bekannt.

### Unterirdische Anlage
Unter dem Gelände des Tempels und der Seitenhöfe liegt ein komplexes System unterirdischer Räume und Verbindungsgänge. Zwischen dem östlichen Ende des Hauptgebäudes und dem südlichen Rundbau liegt ein Raum von 9 × 15 Meter mit einer Deckenhöhe von 4 Meter. Sein Kreuzgewölbe wird von 3 × 3 rechteckigen Säulen getragen, die eine Stärke von 2,50 × 1 Meter haben. Südlich des Rundturms liegt ein weiterer, größerer Raum mit den Maßen 13 × 15 Meter. Er besitzt 4 × 4 Säulen von etwas geringerer Stärke. Die Pfeiler bestehen aus 0,55–0,60 Meter hohen Blöcken, die oben von einem Kapitell abgeschlossen werden. Beide Räume haben einen Zugang im Westen durch je einen Gang, der etwa 8 Meter nach Westen führt. Dort treffen beide Wege auf einen Hauptgang, der von Süden nach Norden das gesamte Gelände des Tempels und mindestens des südlichen Hofes unterquert. Von ihm gehen Abzweigungen zu weiteren Ein- und Ausgängen des Tunnelsystems.
Das Gangsystem hat Zugänge im Süden, von denen einer an der Außenwand des Tempels, auf der Höhe der dritten Nische, liegt und unter der Wand ins Tempelinnere führt. Ein spiegelbildliches Pendant unter der Nordwand konnte Mania ergraben. Aus dessen Zustand schloss er, dass dieser nie in Betrieb war. Ein zweiter Eingang war eine halbkreisförmige Rampe aus dem Inneren des Südturms, von wo aus der kleinere der beiden Räume und, über einen Verbindungsgang nach Westen, der nord-süd-gerichtete Hauptgang zugänglich waren. Als weitere Eingänge fand Ulrich Mania Treppen südlich und nördlich der Südrotunde, die in die beiden oben genannten Räume führten. Ein Tunnel führte vom Hauptgang in die mächtige Südecke der Tempel-Eingangsfront, durch die ein Schacht weiter bis aufs Dach des Gebäudes führte. Ein Gang zweigte vom System etwa auf Höhe der Tempelfront nach Süden ab. Er konnte nicht bis zum Ende verfolgt werden, möglicherweise führte er bis zum Fluss. Wiederum vom Hauptgang war über Gänge unter dem Innenraum des Tempels, die genau unter den späteren byzantinischen Einbauten lagen und deshalb nicht mehr nachgewiesen werden können, der Sockel und damit vielleicht das Innere der Statue begehbar. Ein zusätzlicher Eingang zu dem unterirdischen Komplex befindet sich direkt auf der Nordseite des Statuensockels. Alle Gänge haben eine Breite von mindestens 0,70 Meter und eine Höhe von etwa 2 Meter, waren also bequem begehbar.
Die von Salditt-Trappmann aufgrund der Axialsymmetrie des Komplexes angenommenen entsprechenden unterirdischen Anlagen auf der Nordseite konnten bei Probegrabungen von Mania auf dem nördlichen Hof nicht nachgewiesen werden. Er erklärt dies mit einem wahrscheinlichen Geländeanstieg auf dieser Seite, der Substruktionsbauten wie im südlichen Teil nicht notwendig machte.
Regina Salditt-Trappmann sieht in dem Tunnelsystem eine Unterwelt, in der der Uneingeweihte Initiationsriten zu absolvieren und zahlreiche Aufgaben zu lösen hatte, die ihn für den Kultdienst qualifizierten. Eine Bestätigung dafür sieht sie auch in einigen Nischen und farbigen Stuckresten, die sie als Reste von Malereien interpretiert, die den Prüfungen den angemessenen Hintergrund gaben. Robert A. Wild lehnt diese Deutung ab und sieht den Zweck des Gangsystems darin, den Priestern den Zugang zu allen Bereichen des Bezirks zu ermöglichen. Ulrich Mania stellte bei seinen Untersuchungen fest, dass das gesamte unterirdische Gangsystem wahrscheinlich nie in Betrieb war.

### Wasseranlagen

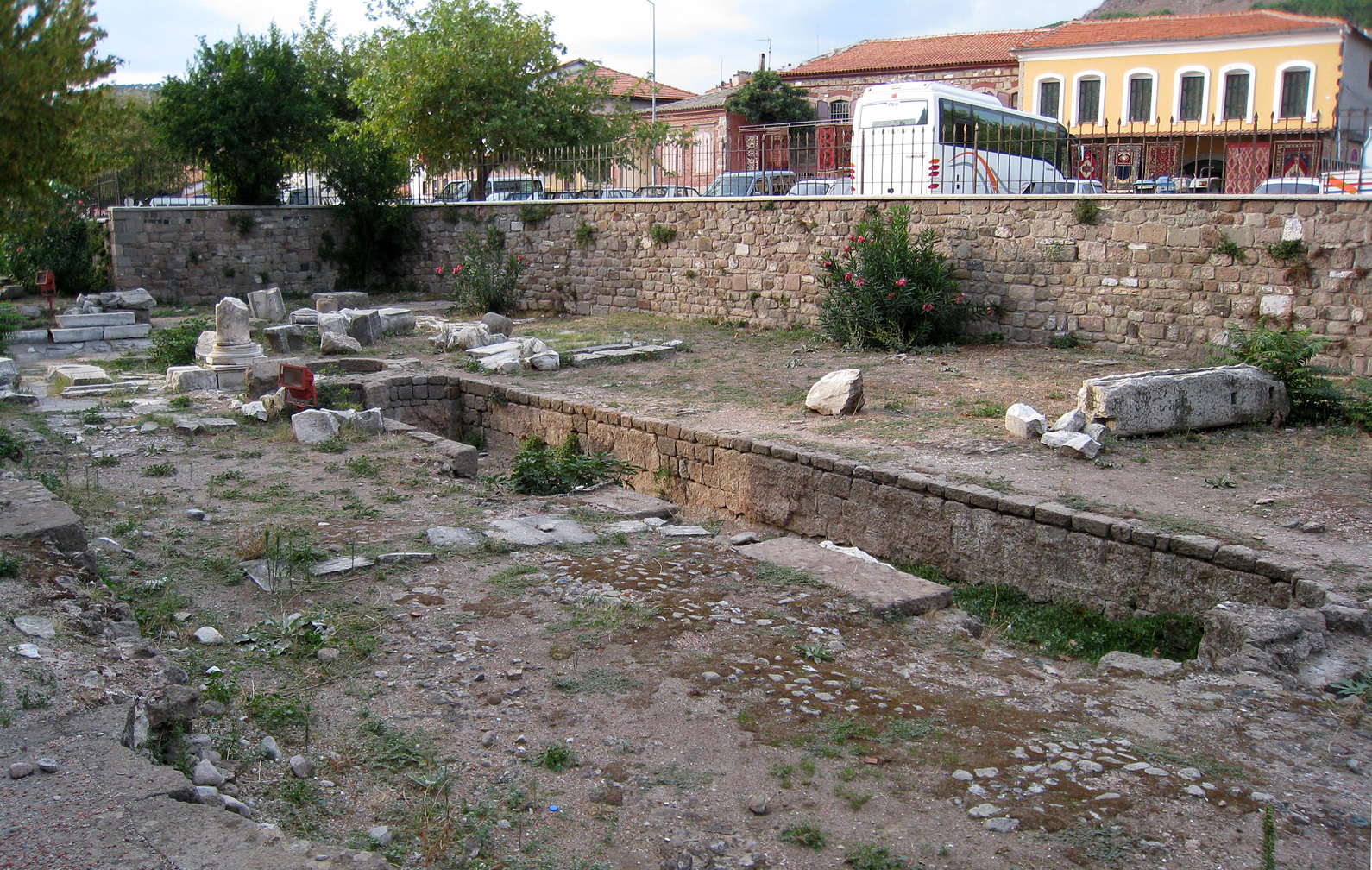
Wasserbecken im Nordhof

Mehrere Becken, Gräben und Behältnisse weisen auf die Bedeutung von Wasser in den Zeremonien hin. Im Tempelinneren sind dies zunächst das große, flache Becken im Zentrum, dahinter der tiefe Graben und dessen Verbindung nach außen sowie eine unterirdische Zisterne unter dem Podium. Letztere hat eine Tiefe von 4 Meter und war nach Aussage von Salditt-Trappmann zur Zeit ihrer Untersuchungen, Ende der 1960er, noch im Sommer wie im Winter bis zu einer Höhe von 2 Meter mit Wasser gefüllt. Dazu kommen die zwei Becken in den Seitenhöfen. Sie nimmt an, dass die inneren Wasserbassins zu Reinigungs- und Tauchritualen verwendet wurden, gleichzeitig den westlichen, öffentlichen Teil des Tempels vom heiligen, östlichen trennten. Da der tiefere Graben, der ursprünglich mit ägyptischem Alabaster ausgekleidet war, über einen Zufluss von 0,45 Meter Breite und 1 Meter Höhe mit einer Wasserleitung verbunden war, die bis vor die Eingangsstufen des Gebäudes verfolgt werden konnte, hält Wild dieses Becken für eine Nachahmung des Nils. Durch stärkere Regenfälle in den Wintermonaten wurde der Graben phasenweise geflutet, womit die jährlich in Ägypten wiederkehrende Nilflut symbolisiert wurde, was Mania allerdings als technisch undurchführbar zurückweist. Das flache Becken wird als Reinigungsbecken gedeutet, wobei Wild wegen der geringen Tiefe vermutet, dass es nicht ständig gefüllt war, sondern dass in ihm die Initianden mit reinigendem Wasser besprengt wurden. Er nimmt außerdem weitere Becken seitlich des Statuenpodestes an, die aus der von oben zugänglichen Zisterne gefüllt wurden und ähnlichen Reinigungszwecken dienten. Bei den Becken in den Seitenhöfen gehen die Vermutungen von hauptsächlich dekorativen Zwecken aus. Darauf weisen auch Spuren von Springbrunnen hin, die Mania gefunden hat.
Ulrich Mania hat in seinen Untersuchungen seit 2002 gezeigt, dass der tonnengewölbte Raum unter dem Podium, den Salditt-Trappmann und Wild als Zisterne im Zusammenhang mit den Kulthandlungen interpretierten, erst später zu diesem Zweck umgebaut worden ist. Die Ziegel an der Schöpföffnung belegen laut Mania eine Datierung in die Zeit des Umbaus zur spätantiken Basilika. Er konnte aber für das frühe Baustadium eine Verbindung mit dem Treppenhaus nördlich des Podiums zeigen, die beim Bau des Statuensockels wieder verschlossen wurde. Auch das flache Becken und der Graben westlich des Podiums sind demnach spätere Einbauten. Dies führt ihn zu dem Schluss, dass die unterirdischen Bauten der Roten Halle in keinem funktionalen Zusammenhang mit den Wasseranlagen standen. Letztere wurden Münzfunden zufolge noch Ende des 3. Jahrhunderts in Stand gehalten.

## Funktion
Das Gesamtbild des Tempels weist keine Ähnlichkeiten mit klassischen römischen oder griechischen Tempelbauten auf. Dies führte in der Vergangenheit zu so verschiedenen Deutungsversuchen wie Bibliothek, Basilika, Palast bis zur Therme. Sowohl die Kolossalität als auch die Monumentalität deuten auf Ähnlichkeiten mit ägyptischen Sakralbauten, die allerdings im Gegensatz zur Roten Halle aus Stein, also dauerhafterem Material erbaut sind. Ziegel wurden in Ägypten nur bei vergänglichen, also beispielsweise Wohnbauten, verwendet. Nach heutigem Forschungsstand wird dennoch als sicher angenommen, dass der Tempel zumindest unter anderem ägyptischen Göttern gewidmet war. Als Beleg gilt die ägyptisierende Ausführung der Atlanten in den Seitenhöfen, wobei vor allem die Darstellung der nackten Körperteile durch dunklen Marmor und die ägyptischen Frisuren der Figuren angeführt werden. Weiterhin deutet die Verwendung von Wasserbecken sowohl im Tempelinneren als auch in den Seitenhöfen darauf hin. Auf dem Temenosgelände wurde ein kleiner Terrakottakopf der Isis mit Sonnenscheibe und Hörnern gefunden. Weitere Funde weisen auf schon früher in Pergamon existierende ägyptische Kulte hin. Dazu gehören eine Inschrift auf einem Marmoraltar, datiert auf das zweite vorchristliche Jahrhundert, die besagt: Σαράπετ ῎Ορκανος ἀνέθηκε (Orkanos widmete [dies] dem Serapis), sowie eine Inschrift, die nahe der armenischen Kirche in der Unterstadt gefunden wurde und beschreibt, dass Euphemos und Tullia Spandousa den Göttern Serapis, Isis, Harpokrates, Osiris, Apis Helios […] und den Dioskuren Statuen errichtet haben. Auf einem in Oxyrhynchos in Ägypten gefundenen Papyrus wird Isis als ἡ ἐν Περγάμῳ δεσπότις (die in Pergamon herrscht) bezeichnet. Helmut Koester vermutet, dass der Tempel und die beiden Rundbauten drei Göttern gewidmet waren, möglicherweise Isis, Serapis und Anubis. Salditt-Trappmann nimmt, wie Otfried Deubner, Serapis als Hauptgott des Tempels an, Wild sieht, auch auf Grund des gefundenen Isis-Kopfes, eher Isis als Hauptgöttin. Der erwähnte Fund eines Löwentorsos, der mit Kybele in Verbindung gebracht wird, weist darauf hin, dass auch eine gleichzeitige Verehrung dieser Göttin praktiziert wurde. Rieger hält auch eine zusätzliche Verwendung als Ort des Kaiserkults für möglich. Dirk Steuernagel veröffentlichte 2006 eine Rezension des Kolloquiumsbandes von Hoffmann und fasst dort zusammen, dass von einem eher breit angelegten Spektrum kultischer – und möglicherweise nicht nur kultischer – Funktionen der Roten Halle auszugehen ist.
Bei der Frage, wem die spätere Kirche geweiht war, kann nur auf örtliche Überlieferung zurückgegriffen werden. Diese nennt zum einen Johannes, zum anderen Antipas. Nach einem Bericht von Ernst Curtius aus dem Jahr 1872 war beiden jeweils einer der Rundbauten zugeordnet. Auch die Frage, ob diese Kirche oder die Basilika auf der unteren Agora die älteste christliche Kirche des Ortes war, lässt sich gegenwärtig nicht klären. Durch den Vergleich mit dieser Kirche sowie derjenigen beim Gymnasium in Bezug auf Lage, Größe und Ausstattung ist aber zumindest feststellbar, dass die Kirche in der Roten Halle wohl eine Vorrangstellung am Ort hatte.

## Baugeschichte und Datierung
Nachdem die Stadt Pergamon 133 v. Chr. mit dem Ende der Attaliden in römische Hand gefallen war, setzte nach einer Zeit der Stagnation im ersten nachchristlichen Jahrhundert eine rege Bautätigkeit ein. In dieser Zeit verlagerte sich, auch aus Platzgründen, der Mittelpunkt des Stadtlebens vom Burgberg in die Ebene, wo eine groß angelegte Neustadt entstand. Zwar wurden die Monumente der Akropolis weiter in Stand gehalten, aber die Konkurrenzsituation zum aufstrebenden Ephesos verlangte neue repräsentative Bauten. Auch das Vorrücken neuer Kulte, wie der Verehrung ägyptischer Götter, in Kleinasien führte zur Errichtung der Roten Halle.
Eine Datierung in die Regierungszeit des römischen Kaisers Hadrian (117–138) wird heute allgemein als gesichert angenommen. Dass der Bau von Hadrian selbst in Auftrag gegeben wurde, scheint wahrscheinlich. Die Archäologin Katja Lembke erkennt in den ägyptisierenden Stützfiguren Parallelen zu Ausstattungselementen der Villa Adriana in Tivoli und damit zu den persönlichen Ägyptenerfahrungen des Kaisers. Sie sieht im Architekturkonzept Ähnlichkeiten mit weiteren Bauten des Kaisers wie dem Templum Pacis in Rom und der Hadriansbibliothek in Athen. Auch von der Bautypologie zieht sie Vergleiche zur Hadriansbibliothek und zur Staatsagora in Side, die aber keine Kultbauten darstellen. Anna-Katharina Rieger, Archäologin mit Schwerpunkt Antike Stadtforschung, stellt ebenfalls aufgrund von Vergleichen mit anderen Bauten fest, dass es sich bei der monolithischen Türschwelle des Haupttempels, bei in der Portikus gefundenen Figuralkapitellen sowie bei den Rundbauten um Gestaltungselemente handelt, die ab dem zweiten Jahrhundert für kaiserliche Bauwerke reserviert waren. Sie zieht dabei Parallelen zum Bauprogramm Hadrians in Athen und Alexandria.
Eine Datierung des Kircheneinbaus in den Tempel ist weit schwieriger, da nur wenige eindeutig dem Kirchenbau zuzuordnenden Architekturteile zu identifizieren sind. Es erscheint jedoch unwahrscheinlich, dass der Bau vor dem Theodosius-Dekret von 435, das die Zerstörung der heidnischen Tempel forderte, errichtet worden ist. Durch den Vergleich mit anderen oströmischen Kirchenbauten auf bautypologischer Grundlage hat Klaus Rheidt den Umbau in die zweite Hälfte des 5. Jahrhunderts datiert. Der Kunsthistoriker Friedrich Wilhelm Deichmann stellt fest, dass die dreiseitig-polygonale Ummantelung der Apsis, die in der Roten Halle vorliegt, eine Eigenart der Konstantinopler Kirchenbauweise ist, die ebenfalls seit dem 5. Jahrhundert anzutreffen ist.
Das Ende der Nutzung markieren Spuren einer Brandkatastrophe, wie Abplatzungen an Wandkonsolen, womöglich im Zusammenhang mit den Einfällen der Araber im 7. Jahrhundert, die letztlich die Aufgabe der Unterstadt und den Rückzug der Bewohner auf den Burgberg zur Folge hatten. Nachdem die Araber Anfang des 8. Jahrhunderts ihren Versuch einer Eroberung Konstantinopels aufgegeben hatten, wurde die Stadt wieder aufgebaut, die Kirchenruine stand noch bis zum endgültigen Einsturz im 13./14. Jahrhundert. Noch im 12. Jahrhundert beschreibt Georgios Kedrenos ihre Schönheit, über eine weitere Nutzung oder einen Wiederaufbau ist nichts bekannt.

## Forschungsgeschichte

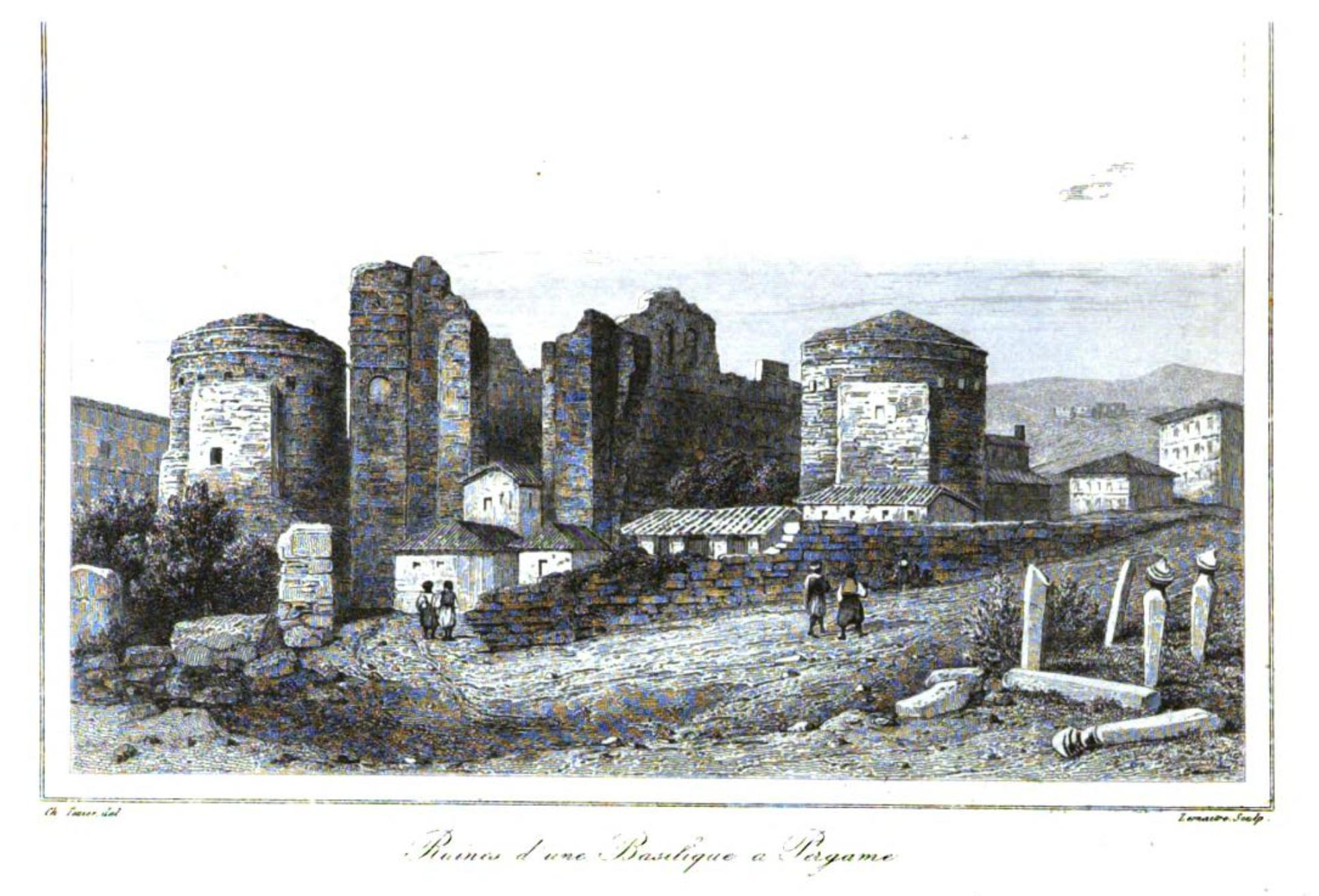
Rote Halle von Osten, Zeichnung von Charles Texier (1838)

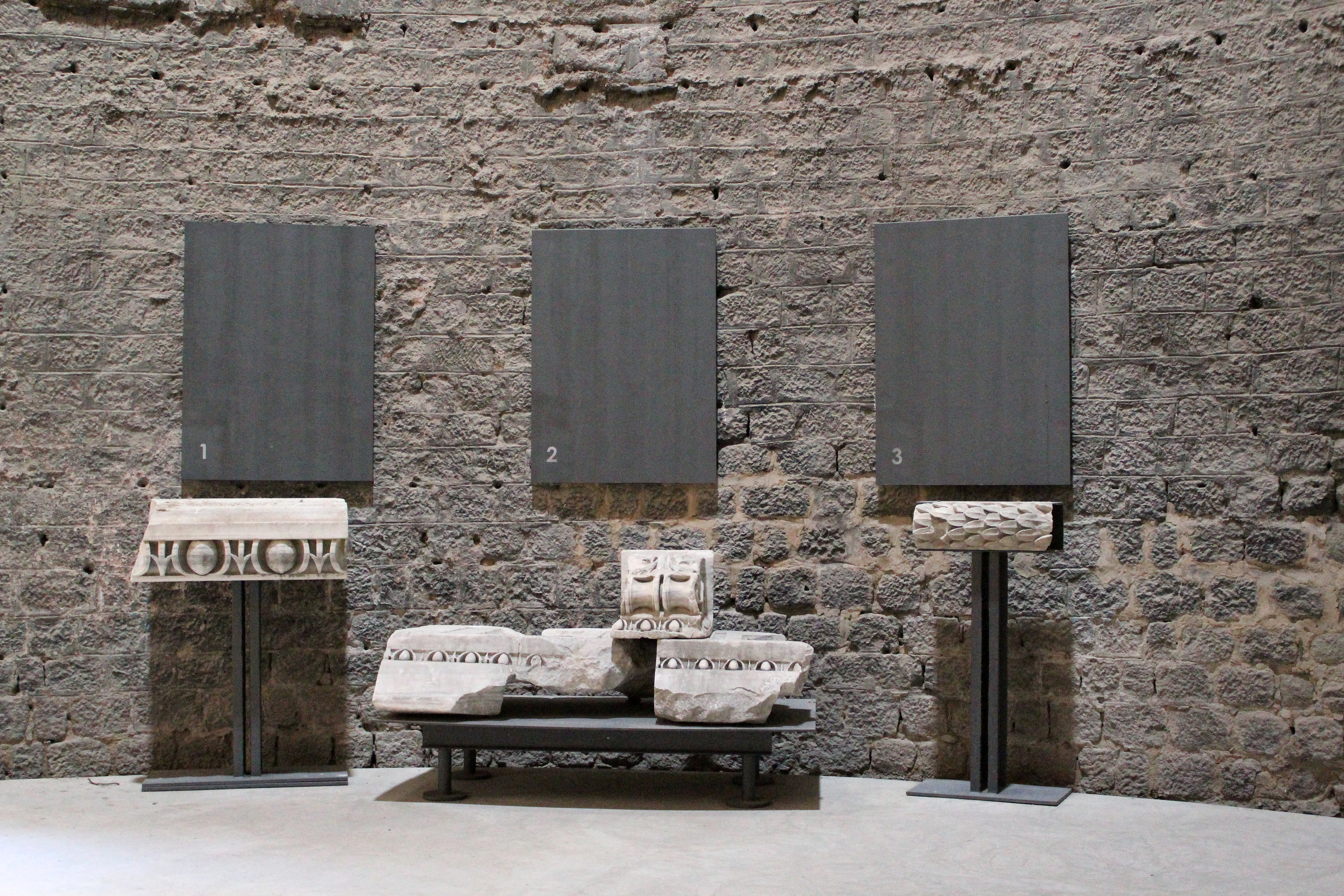
Restaurierter Innenraum des Südturms

Pergamon war seit dem 19. Jahrhundert Ziel zahlreicher europäischer Forschungsreisender, die zumeist auch die Rote Halle beschrieben. 1809 veröffentlichte der französische Diplomat und Althistoriker Comte de Choiseul-Gouffier eine Grundrissskizze der Stadt, in der das Gebäude als Temple d'Esculape eingetragen war, und beschrieb die Reste des dem Evangelisten Johannes geweihten Kirchenbaus. Auch er berichtet von der Verbringung von Säulen nach Konstantinopel. Der estnische Archäologe Otto Magnus von Stackelberg sah 1811 noch Teile der geborstenen Granitsäulen in der Erde stecken, andere im Ort verbaut. Eine detaillierte Beschreibung lieferte 1826 der britische Geistliche Francis Vyvyan Jago Arundell. Er spricht von zwei Reihen von Säulen, die den Raum dreiteilen und die Frauentribünen in der Nähe der Fenster tragen. Einer der Rundbauten war mit Marmorstufen und Altarnische als Kirche in Gebrauch. Der französische Reisende Charles Texier lieferte 1838 eine Zeichnung der Roten Halle sowie ebenfalls einen Plan der Stadt und interpretierte ihre Umfassungsmauer als byzantinischen Palast. Nach Baratta 1840 und Mordtmann 1850 und 1854 folgte schließlich Curtius im Sommer 1871.
Nachdem die Pergamon-Grabungen durch Carl Humann 1878 bis 1886 und Wilhelm Dörpfeld 1900 bis 1936 sich auf die hellenistischen Anlagen des Burgbergs konzentriert hatten, erstellte Paul Schazmann 1906 bis 1909 die erste detaillierte Baudokumentation der Roten Halle. Bei den Grabungen in den 1930er Jahren wurden zunächst die im Tempelinneren stehenden türkischen Wohnhäuser entfernt, 1936 erstellte darauf Oskar Ziegenaus eine Grundrissaufnahme. Dem folgten bald erste Restaurierungsbemühungen im Hauptgebäude, angeregt durch den damaligen Leiter des Museums von Bergama, Osman Bayatlı, fortgesetzt in den 1950er und 1960er Jahren im östlichen Bereich des Baus und an der östlichen Umfassungsmauer. In den 1970er Jahren entstanden photogrammetrische Aufnahmen durch Manfred Stephani und Klaus Nohlen, auf deren Grundlage, in Verbindung mit Ziegenaus' Dokumentationen, schließlich 2002 von Ulrich  Mania und Corinna Brückener die Erforschung der Roten Halle als Projekt der Abteilung Istanbul des Deutschen Archäologischen Instituts unter der Leitung von Adolf Hoffmann wieder aufgenommen wurde. Im Zuge dieser Arbeiten wurde durch Martin Bachmann von 2006 bis 2009 der stark einsturzgefährdete südliche Rundbau einer aufwändigen Restaurierung unterzogen. Dabei wurde zunächst im Süden des Turms ein neues Depot errichtet, in das die Fundstücke umgelagert wurden. Darauf wurde die stark gestörte Ostfassade mit Stahllamellen geschlossen, der Innenraum restauriert und die Kuppel erneuert und mit Blei gedeckt. Im nun für Besucher geöffneten Innenraum werden ausgewählte Objekte präsentiert.
Die Grabungen durch Brückener und Mania seit 2002 wurden mit ihren vorläufigen Ergebnisse in einem Kolloquiumsband 2005 veröffentlicht. 2011 legte Mania eine Monographie vor, 2018 Brückener ihre Dissertation.
Seit 2010 arbeitete das DAI in einem Anastilosis-Projekt daran, Teile der Karyatiden und der ursprünglichen marmornen Wandverkleidungen zu rekonstruieren. Im September 2012 konnte eine der tragenden Säulen probeweise aufgerichtet werden. Sie wurde unter Verwendung eines Originaltorsos von einem Steinmetz aus Bergama erstellt, ist über acht Meter hoch und stellt die ägyptische Göttin Sachmet dar. Die Restaurierung der Roten Halle wurde 2020 abgeschlossen.